# Aventino de Chartres
Aventino de Chartres (siglo V-Châteaudun, 533) fue un obispo francés que ocupó las sedes de Chartres y Châteaudun, en el siglo VI. Actualmente, su consagración se conmemora en el santoral católico el 4 de febrero.

## Hagiografía
Se sabe muy poco sobre Aventino. Su hermano, Solemnio de Chartres le precedió en el cargo, hasta el 490
Se le considera como el obispo número 14 de la sede de Chartres. En el cargo participó en el Consejo de Órleans, en el 515 y se le atribuye haber escrito las Actas del Consejo de Orleans